# Associazione Calcio Femminile Aurora Bergamo
L'Associazione Calcio Femminile Aurora Bergamo è stata una società calcistica femminile milanese con sede nella città di Settala (MI). Ha disputato quattro campionati di Serie A femminile nelle stagioni 1981, 1988-1989, 1989-1990 e 1991-1992.

## Storia

L'Aurora Mombretto 1989-1990

Il club venne fondato nel 1972 da Pietro Ponzo come Unione Sportiva Aurora Mombretto 1972 con sede a Mombretto di Mediglia. Dopo aver partecipato ai campionati regionali di Serie C, nel 1977 venne promosso in Serie B, per poi esser promosso nel 1980 in Serie A, massima serie del campionato italiano femminile di calcio. Partecipò al campionato di Serie A per due stagioni, venendo retrocesso al termine della Serie A 1982. L'anno dopo vinse il proprio raggruppamento di Serie B, conquistando la promozione in Serie A, a cui poi rinunciò, iscrivendosi in Serie D. Al termine della stagione 1986-1987 conquistò la promozione in Serie B e cambiò denominazione in Unione Sportiva Aurora Mombretto. Due anni dopo concluse il girone A di Serie B a pari punti con il Pordenone Friulvini, vinse per 2-1 lo spareggio e guadagnò il ritorno in Serie A. La permanenza in massima serie durò una sola stagione, al termine della quale tornò in Serie B, venendo subito promossa in Serie A. Concluse la stagione di Serie A 1991-1992 al dodicesimo posto.
Ceduto il titolo sportivo alla Fiammamonza nel 1992, la società ripartì con le ragazze più giovani dal livello regionale più basso (la Serie Provinciale Lombarda che dal 1998 ritornò a chiamarsi Serie D). Nel 1994 si fuse con il Milan Salvarani, diventando Associazione Calcio Femminile Paros Milano, partecipando a due campionati Serie B e uno di Serie C. Negli anni successivi la società cambiò denominazione altre volte: nel 1997 in Unione Sportiva Aurora Serenissima, nel 1998 in Unione Sportiva Aurora Glass Point e infine nel 1999 in Associazione Calcio Femminile Aurora 72. Inoltre, cambiò più volte la propria sede non avendo più disponibilità del campo di gioco di Mombretto di Mediglia, tanto da dover cambiare denominazione per avvicinarsi alla provincia di Bergamo. Tornata in Serie B per la stagione 2000-2001, partecipò al termine della stagione regolare ai play-off promozione: nel primo turno eliminò il Gordige dopo due pareggi, avendo concluso la stagione regolare in una posizione migliore; nel secondo turno venne poi eliminato dal Como 2000 con una doppia sconfitta. Nel 2003 cambiò nuovamente denominazione in Associazione Calcio Femminile Aurora Bergamo. Al termine della stagione 2005-2006 vinse il girone B di Serie B e venne promossa in Serie A2. La prima stagione di Serie A2 si concluse con un decimo posto.
Con l'avvenuta dipartita di Pietro Ponzo, fondatore della società nel 1972, al termine della stagione 2006-2007 la squadra fu sciolta e il titolo sportivo di Serie A2 venne ceduto alla F.C.F. Mozzanica.

### Fonti ufficiali
- Archivio Storico del C.R.L. - raccolta di Comunicati Ufficiali presso il Comitato

Regionale Lombardia L.N.D. S.G.S. - Via Riccardo Pitteri 95/2, 20134 Milano.
- Annuario Società affiliate al C.R.L. F.I.G.C. presso il Comitato

Regionale Lombardia L.N.D. S.G.S. - Via Riccardo Pitteri 95/2, 20134 Milano.
- Comunicati ufficiali della Divisione Calcio Femminile pubblicati dai siti www.datasport.it e www.divisionecalciofemminile.it non più consultabili.